# Önder Turacı
Önder Turacı (ur. 14 lipca 1981 w Liège) – turecki piłkarz pochodzenia belgijskiego, który grał na pozycji obrońcy. W latach 2004-2009 reprezentant Turcji.

## Kariera klubowa
Jako junior grał od 1986 do 1995 w Club Ligue, a od 1995 do 1998 w Tilleur Liège. Seniorską karierę rozpoczynał w Standardzie Liège (1998-2000) występując w 63 meczach i strzelając 3 bramki. W 2000 roku został wypożyczony do CS Visé, a następnie na dwa sezony (2002-2004) do Louviéroise. Od 2004 do 2010 bronił barw Fenerbahçe SK, w którym zagrał w 120 spotkaniach i strzelił 5 bramek. W klubie ze Stambułu grał z numerem 19 na koszulce. W 2010 roku odszedł do Kayserisporu. Następnie grał w Göztepe, Sarıyer GK, Şanlıurfasporze, Antalyasporze, KSK Hasselt i RFC Seraing.

## Kariera reprezentacyjna
Grał w reprezentacji Belgii U-21 na Mistrzostwach Europy Drużyn do lat 21 w 2002 roku. Z tego powodu, pomimo powołania do seniorskiej reprezentacji Turcji na serię meczów towarzyskich w 2004, nie zagrał w żadnym spotkaniu. Stało się tak, ponieważ nowe przepisy FIFA mówią, że zmiana reprezentacji kraju może nastąpić jedynie przed ukończeniem przez zawodnika 21 lat. Ten przepis oznacza, że Turacı nie może zagrać w żadnym oficjalnym meczu dla innej reprezentacji niż reprezentacja Belgii.
W reprezentacji Belgii U-21 wystąpił w 12 meczach.
18 sierpnia 2004 zaliczył występ w towarzyskim meczu Turcji z Białorusią.
Odmówił gry w reprezentacji Belgii, pomimo powołania w lutym 2006.

## Trofea
- 2005 – Mistrzostwo Turcji z Fenerbahçe SK
- 2007 – Mistrzostwo Turcji z Fenerbahçe SK
- 2007 – SuperPuchar Turcji z Fenerbahçe SK